# Hombres buenos (concejo)
Los hombres buenos durante la Edad Media en los reinos de León y Castilla, se entendían como un grupo de hombres de calidad que formaban parte de la capa superior de los concejos cerrados que se dieron a partir del siglo XII.
Las antiguas asambleas generales de vecinos (Concilium) son sustituidas a mediados del siglo XIV por concejos de participación cerrados, los denominados regimientos donde se nombrarán caballeros y hombres buenos. Cuando determinados habitantes que pertenecían al común de las villas y ciudades alcanzaban un nivel importante de riqueza, se les calificaba de hombres buenos y podían formar parte del concejo donde se les encomendaba determinadas funciones judiciales o políticas, como su nombramiento como jueces especiales en casos delicados (control de deudas).
Este cuerpo de hombres buenos o regidores, desde Alfonso XI de Castilla, serán nombrados vitaliciamente por la Corona y éstos a su vez, designarán anualmente a los diversos magistrados y funcionarios municipales.